# Aribert Mog
Aribert Mog (Berlino, 3 agosto 1904 – Nova Trojanova, 2 ottobre 1941) è stato un attore tedesco di cinema.
Inizia la sua carriera alla fine degli anni venti interpretando alcuni film muti e negli anni trenta ha alternato ruoli da protagonista e ruoli di supporto, membro del Kampfbund für deutsche Kultur (KfdK), organizzazione politica anti-semita e del Nationalsozialistische Betriebszellenorganisation, organizzazione dei lavoratori nella Germania nazista, con lo scoppio della guerra venne chiamato a combattere nel fronte orientale dove morì.

## Filmografia parziale
- Der Kampf der Tertia, regia di Max Mack (1929)

- Durchs Brandenburger Tor. So lang' noch untern Linden..., regia di Max Knaacke e William Dieterle (1929)
- Legione bianca (Der Ruf des Nordens), regia di Nunzio Malasomma e Mario Bonnard (1929)
- Abschied, regia di Robert Siodmak (1930)
- Estasi (Ekstase), regia di Gustav Machatý (1933)
- Dietro il sipario (Der Vorhang fällt), regia di Georg Jacoby (1939)
- Concerto a richiesta (Wunschkonzert), regia di Eduard von Borsody (1940)